# Vauxhall Victor
El Vauxhall Victor es un automóvil familiar grande producido por Vauxhall de 1957 a 1976. El Victor se introdujo para reemplazar el modelo Wyvern saliente. Fue rebautizado como Vauxhall VX Series en 1976 y continuó en producción hasta 1978, momento en el que había crecido significativamente y era visto, al menos en su mercado local, como un automóvil familiar más grande que el promedio.
El último Victor, el Victor FE, también fue fabricado bajo licencia por Hindustan Motors en India como Hindustan Contessa, durante la década de 1980 y principios de la de 2000, con un motor Isuzu.
La Serie FD fue reemplazada por el Vauxhall Cavalier, mientras que la Serie FE más grande fue reemplazada por los sedanes Vauxhall Carlton.
El Victor se convirtió brevemente en el automóvil más exportado de Gran Bretaña, con ventas en mercados tan lejanos como Estados Unidos (vendido por concesionarios Pontiac, ya que Vauxhall había sido parte de GM desde 1925), Canadá, Australia, Nueva Zelanda, Sudáfrica, y mercados asiáticos con volante a la derecha como Ceilán (ahora Sri Lanka), India, Pakistán, Malasia, Tailandia y Singapur.
En Canadá, se comercializó como Vauxhall Victor (vendido a través de concesionarios Pontiac/Buick) y Envoy (a través de concesionarios Chevrolet/Oldsmobile). El Victor también fue fundamental para darle a Vauxhall su primer automóvil familiar diseñado internamente, que complementó el salón de cuatro puertas.

## Victor Serie F
El Victor original, lanzado el 28 de febrero de 1957, se codificó como la serie F y tuvo una producción de más de 390.000 unidades. El coche era de construcción unitaria y presentaba una gran zona acristalada con parabrisas y luneta trasera muy curvados. Siguiendo las tendencias de estilo americano entonces vigentes, los pilares del parabrisas (pilares A) se inclinaron hacia adelante. De hecho, el estilo de la carrocería se derivó directamente del clásico Chevrolet Bel Air 55, aunque esto no es evidente a menos que los dos coches se vean uno al lado del otro. Los asientos tipo banca se instalaron en la parte delantera y trasera con adornos de rayón y "Elastofab", y el acabado interior de dos colores era estándar. El modelo Super tenía un borde cromado adicional, especialmente alrededor de las ventanas; Los restos de las flautas del capó de la firma Vauxhall corrían a lo largo de los flancos delanteros y el tubo de escape salía por el parachoques trasero. El automóvil estaba equipado con reposabrazos en las puertas, luces de cortesía operadas en las puertas, un volante de dos radios y parasoles gemelos.
|                                                                                       |
| Tratamiento frontal simplificado posterior a 1959 y puertas traseras menos esculpidas |

|                                                                                |
| Recibió una parrilla simplificada y se le cambió el nombre a "Envoy" en Canadá |

|                                                                   |
| Insignia de ″Montage Suisse″ en el extremo derecho de la parrilla |

|                                                           |
| Tratamiento de visión trasera de Vauxhall Victor F (1958) |

En 1958 se lanzó una variante familiar. Cuando se rediseñó, como la Serie 2, el automóvil perdió todos sus detalles de estilo Chevy del 55 y las flautas Opel en forma de lágrima fueron reemplazadas por una sola franja lateral cromada que corría de la nariz a la cola. Las puntas de los parachoques traseros esculpidas en forma de "ojo de buey", que se oxidaron mucho debido a los residuos del escape, fueron reemplazadas por unas lisas y rectas. Los viejos extremos de los parachoques se siguieron utilizando durante muchos años en una variedad de autocares y furgonetas de helados.
Aunque el motor era de tamaño similar al del Wyvern saliente, era nuevo en aspectos críticos. Equipado con un solo carburador Zenith, tenía una potencia de 55 CV (41 kW) a 4200 rpm y se ganó la reputación de ofrecer una larga vida útil sin problemas. Este fue también el año en que Vauxhall estandarizó la gasolina / gasolina de grado "premium", lo que permitió un aumento en la relación de compresión de 6.8:1 a 7.8:1 del Wyvern. La gasolina de calidad superior estaba disponible en el Reino Unido a finales de 1953, tras el fin del racionamiento de combustible de la posguerra, y en ese momento ofrecía un octanaje medio de 93, pero en los cuatro años siguientes había subido a 95 (RON).
La suspensión era independiente en la parte delantera por muelles helicoidales y con una barra estabilizadora se colocó en un travesaño montado en goma. La suspensión trasera utiliza un eje vivo y ballestas semielípticas. La dirección era del tipo de bola recirculante. Se utilizaron frenos de tambor hidráulicos Lockheed de 203 mm (8 in).
Una versión "Super" probada por la revista The Motor en 1957 tenía una velocidad máxima de 74,4 mph (119,7 km / h) y podía acelerar de 0 a 60 mph (97 km / h) en 28,1 segundos. Se registró un consumo de combustible de 31,0 millas por galón imperial (9,1 L / 100 km; 25,8 mpg- Estados Unidos). El auto de prueba costó £ 758, impuestos incluidos. El coche familiar costó 931 libras esterlinas.
En 1959 se anunció un modelo de la Serie II con un estilo simplificado. El nuevo automóvil estaba disponible en tres versiones, con un Deluxe como modelo superior con tapicería de cuero y asientos delanteros separados.
Los sedanes Victors de la Serie F se ensamblaron en la planta de General Motors Nueva Zelanda en Petone. La mayoría eran Supers con cambio de columna y transmisión manual de tres velocidades, aunque algunos modelos básicos se hicieron para contratos de flotas gubernamentales. Se importaron vagones.
Los Victors tipo F estaban disponibles en los Estados Unidos y Canadá a través de la red de distribuidores Pontiac. Son el único automóvil de la marca Vauxhall que se ha ofrecido en los Estados Unidos., Sin embargo, los Vauxhalls continuaron estando disponibles en los concesionarios Buick-Pontiac-GMC en Canadá (junto con sus variantes exclusivas de la marca Envoy vendidas en los concesionarios Chevrolet-Oldsmobile) hasta 1971.

## Victor de la serie FB y VX4/90
}
El FB de estilo más limpio anunciado el 14 de septiembre de 1960 funcionó hasta 1964 con una mejora sustancial con respecto a la protección contra el óxido. En contraste con su predecesor "chatarra", se lo consideraba un vehículo bien proporcionado y de construcción sólida. Se exportó ampliamente, aunque las ventas en los Estados Unidos. Terminaron después de 1961, cuando Pontiac, Oldsmobile y Buick crearon sus propios modelos compactos de cosecha propia, con la nueva plataforma GM "Y" (América del Norte).. En consecuencia, el FB solo logró ventas de 328,000 vehículos cuando fue reemplazado en 1964. El estilo de la carrocería no se debió en nada a la influencia de GM estadounidense, el frente plano y la parte trasera con cubierta de tortuga se asemejaban a algunos Ford estadounidenses más antiguos. Mecánicamente, el cambio principal fue la opción de una transmisión totalmente sincronizada de 4 velocidades con cambio de piso, pero la unidad de cambio de columna totalmente sincronizada de 3 velocidades utilizada anteriormente seguía instalada de serie. El motor base (FBY) también se revisó con una relación de compresión más alta y un colector revisado que aumentó la potencia de salida a 49.5 bhp (37 kW; 50 PS). En septiembre de 1963 se amplió el motor de 1508 a 1594 cc, identificado como FB30. [14] El aumento de capacidad coincidió con un aumento adicional en la relación de compresión del motor estándar de 8.1: 1 a 8.5: 1, lo que refleja el aumento continuo del nivel de octanaje promedio del combustible de "grado premium" (en el que la unidad Victor ya se había estandarizado) ofrecido en el Reino Unido, ahora a 97 (RON). [9] 1963 fue también el año en que los frenos de disco delanteros con ruedas más grandes de 14 pulgadas (360 mm) se convirtieron en una opción. Los modelos con el motor más grande tenían un tratamiento frontal revisado con un elemento de parrilla estilo bloque y luces de estacionamiento revisadas en cualquier extremo inferior de la parrilla.
Un asiento delantero tipo banco cubierto con Vynide era estándar en el modelo base y en el Super Victor, pero los asientos individuales eran estándar en el De Luxe y opcionales en los autos de menor precio. Otras opciones incluyen un calefactor, faros antiniebla, radio, limpiaparabrisas, luz de marcha atrás y cinturones de seguridad.
|                                                                    |
| El FB fue el primer Victor en generar un derivado deportivo VX4/90 |

|                                                                              |
| Victor FB Estate se comercializó en Canadá como Envoy Sherwood Station Wagon |

Una versión "Super" de 1508 cc fue probada por la revista británica The Motor en 1961 y se encontró que tenía una velocidad máxima de 76,2 mph (122,6 km / h) y podía acelerar de 0 a 60 mph (97 km / h) en 22,6 segundos. Se registró un consumo de combustible de 32,2 millas por galón imperial (8,8 L / 100 km; 26,8 mpg- EE . UU. ). El auto de prueba costó £ 798, incluidos impuestos de £ 251.
También estaba disponible un derivado deportivo, el VX4 / 90, anunciado por separado a mediados de octubre de 1961. Estaba equipado con un carburador doble, una cabeza de aleación más alta, pistones controlados de expansión de alta compresión y un motor de cigüeñal de acero nitrurado EN19B que daba 71 CV (53 kW; 72 CV) y frenos de disco servoasistidos (igual que los frenos Cresta) en las ruedas delanteras. Externamente, el automóvil se distinguía del automóvil estándar por una franja de color en el costado, una parrilla revisada y grupos de luces traseras más grandes. Estas características cosméticas eran esencialmente similares a los modelos Envoy exclusivos del mercado canadiense.
El VX4 / 90 estaba disponible solo en forma de salón con caja de cambios totalmente sincronizada de 4 velocidades (GM Opel), frenos de disco delanteros Lockheed, ruedas de 14 pulgadas, asientos delanteros individuales / individuales, instrumentación completa que incluye tacómetro accionado mecánicamente (desde el distribuidor) y calentador. El motor VX4 / 90 FBX también se actualizó al FB31, el diámetro más grande da 1595 cc (97 pulgadas cúbicas). Con un cambio en la relación del eje trasero de 4.125 a 3.9, el VX 4/90 ahora podría superar fácilmente las 90 mph.
General Motors New Zealand ensambló la línea de sedán Victor FB en Nueva Zelanda, en forma Super con cambio de columna manual. Los vagones, los sedanes de lujo y el VX4 / 90 eran importaciones raras, muchas de ellas bajo el esquema de depósito sin remesas ni intercambio en el extranjero disponible para los consumidores en ese momento. Los modelos Kiwi se renovaron para 1964, pero no se introdujo en el mercado del Reino Unido el marco revisado de la placa de matrícula trasera.

## FC Series Victor y VX4/90
El FC (1963–67) fue el primer Vauxhall en utilizar vidrio de ventana lateral curvo, lo que permite un mayor ancho interno: el derivado Estate se destacó por ser especialmente espacioso para su clase. Sin embargo, el público en ese momento lo consideró como una degradación cualitativa después del conservador FB de estilo agradable. Como contramedida, el FC Victor se comercializó como Victor 101, nombre que surge de la afirmación de que había "101 mejoras" sobre el FB. Se ofreció asiento delantero independiente o de banco, con caja de cambios de cambio de columna de tres velocidades o cambio de piso de cuatro velocidades opcional. También estaba disponible una transmisión automática de dos velocidades "Powerglide". Otra característica de Estados Unidos. Fue que la radio opcional se incorporó en la moldura del tablero de instrumentos de metal brillante. Una señal de estilo innovadora,, fue la incorporación de las luces laterales e indicadoras en el parachoques delantero, como había sido una práctica común en los Estados Unidos. durante muchos años. Los parachoques esculpidos fueron, por primera vez en el Reino Unido, contiguos al estilo de la carrocería. El aspecto general del automóvil era único en GM, con los lados de la losa delineados con cubiertas de costuras brillantes que incorporan las manijas de las puertas. Esto, con la rejilla de ancho completo que incorpora los faros, recuerda más al Lincoln Continental.
El FC (101) fue el último Víctor en tener un motor con varillas de empuje y balancines operando las válvulas en cabeza. Los modelos Victor FC habían acumulado 238.000 ventas a finales de 1967 cuando el FD en forma de "botella de Coca-Cola" lo reemplazó.
Al igual que el resto del tren de rodaje, el deportivo VX 4/90 se desarrolló a partir de la serie FB y ofrecía un cabezal de aleación, mayor relación de compresión, carburadores gemelos Zenith 34IV, suspensión más rígida e instrumentos adicionales. Vauxhall se tomó el VX4 / 90 lo suficientemente en serio como para ofrecer un diferencial de deslizamiento limitado opcional, pero se ordenaron pocos autos con él: el VX4 / 90 fue, en ese momento, eclipsado en gran medida por el menos costoso Ford Cortina GT, que también tenía una mayor potencia. perfil en competencias de carrera y rally.
En general, los números de supervivencia de FC parecen ser menores que los de las series F, FB e incluso FD, debido a problemas de oxidación grave, por lo que los ejemplos son raros, injustamente olvidados y subvalorados.
Hacia el final de la ejecución del modelo, en mayo de 1967, la revista británica Autocar probó en carretera un Victor 101 de luxe . El vehículo probado venía con una caja de cambios de cambio de piso de cuatro velocidades y el motor de 1595 cc que entregaba 66 bhp. Se alcanzó una velocidad máxima de 130 km / h (81 mph), que coincidió con la alcanzada por un Austin A60 Cambridge recientemente probado y un Ford Cortina 1600 de luxe. El Victor aceleró a 60 mph (97 km / h) en 20,4 segundos, lo que fue un poco más rápido que el Austin pero un poco más lento que el Cortina más ligero. El consumo total de combustible del Vauxhall para la prueba, de 23,1 mpg (10,9 L/100 km) lo colocó en la parte inferior de esta clase en más del 10%, mientras que el precio de venta recomendado por el fabricante de £ 822 era más alto que el solicitado por el Austin. a £ 804 o para el Ford a £ 761. (Habría estado disponible un precio más bajo de £ 806 en el Victor si el auto de prueba hubiera venido con la caja de cambios de cambio de columna de tres velocidades y frenos de tambor completos). El tono general de la prueba fue cautelosamente positivo, con aplausos por la comodidad, la ligereza de los controles, los frenos de disco / tambor servoasistidos (opcionales) y el agarre a la carretera, pero comentarios adversos sobre el alcance de la propensión del Victor a balanceo y la marcha bastante baja que acentuaba la variabilidad del consumo de combustible según el estilo de conducción.
Todos los Victors lucían un tratamiento de parrilla diferente para 1967, un lavado de cara del último año que era la práctica estándar de Vauxhall en ese momento. Esto tenía un aspecto más acabado y de lujo con barras más resistentes en lugar del elemento entrecruzado de aspecto más barato en los autos anteriores. La tira cromada de la cintura también era más delgada.
El ensamblaje de Nueva Zelanda continuó nuevamente con el Super con transmisión manual de tres velocidades en columna, aunque algunos modelos básicos, menos las distintivas tiras cromadas en la cintura, también se construyeron para el negocio de la flota del gobierno. La transmisión automática de dos velocidades Powerglide se convirtió en una opción en 1966. El modelo fue renovado para 1967 y, cerca del final de la carrera, una caja de cambios manual de cuatro velocidades con cambio de piso y asientos delanteros gemelos reemplazó al de tres velocidades con asiento de banco. Algunos modelos Deluxe, vagones y VX4 / 90 se importaron completamente ensamblados del Reino Unido, pero eran bastante raros.
|                           |
| Vauxhall Victor FC Estate |

|                  |
| Opel VX4 / 90 FC |

## Serie FD Victor, VX4/90 y Ventora
El FD (1966-1974) se publicó en un momento en que el Reino Unido atravesaba una crisis monetaria y unas relaciones laborales cada vez más combativas , lo que provocó un aumento de los precios y una reducción de la calidad. Sobre el papel, este nuevo motor de árbol de levas en cabeza accionado por correa de 1599 cc y 1975 cc producido en serie (el Slant Four) fue avanzado, pero sufrió un par de desequilibrio que le valió la etiqueta estadounidense 'Hay Baler'. El FD Victor se inspiró en el estilo contemporáneo de la "botella de Coca-Cola" que emanaba de Detroit, EE. UU., Cinco años antes de la Cortina MK III de Ford. El coche incluía el primer parabrisas fabricado en serie. El diseño de la suspensión del automóvil se vio mucho menos comprometido que la mayoría de los esfuerzos británicos anteriores producidos en masa, con un eje de viga con brazos de arrastre, varilla Panhard y resortes helicoidales en lugar de los resortes de hoja tradicionales, y un conjunto de suspensión delantera de doble horquilla, pero el rendimiento y la durabilidad en carretera del FD fueron menores que lo prometido en el papel en forma estándar. El sintonizador independiente Blydenstein podría transformar eficazmente las cámaras de techo Victors para cumplir con sus especificaciones avanzadas. El FD Victor se mostró por primera vez en el Salón del Automóvil británico de octubre de 1967 . [19] donde fue apodado "Car of The Show" y también recibió el Don Safety Award.
El FD, sin embargo, se apartó de la norma tradicional de los asientos delanteros del banco para automóvil de la familia Victor (sin embargo, todavía había modelos con asientos tipo banco) y se podía pedir con cómodos asientos delanteros y traseros contorneados. Esto era estándar en el Victor 2000 (más tarde 2000 SL con el lavado de cara para 1970) y opcional en el Victor 1600 (rebautizado como Super con el lavado de cara de 1970). Los asientos envolventes eran estándar en las versiones más deportivas VX4 / 90 y Ventora de seis cilindros, y esta última tenía respaldos reclinables como estándar desde 1969. Todos los modelos de asientos envolventes prescindieron del cambio de columna y adoptaron un cambio de piso de cuatro velocidades, con sobremarcha estándar en el VX4 / 90 manual y opcional en el Ventora.
| |
| El Ventora combinó la carrocería del Victor FD (de 1972 Victor FE) con el motor de 3.3 litros del Vauxhall Cresta |

|                           |
| Vauxhall Victor FD Estate |

En febrero de 1968, Vauxhall lanzó el Vauxhall Ventora, que en realidad era una combinación de la carrocería Victor FD con el motor de seis cilindros y 3.3 litros que hasta ahora solo se ofrecía en los modelos Cresta y Viscount más grandes. El Ventora ofrecía 123 CV (92 kW; 125 CV) de potencia en comparación con 88 CV (66 kW; 89 CV) del Victor de 2 litros y 4 cilindros, que también presentaba pinzas de freno de disco delanteras correspondientemente más grandes. Por lo tanto, el Ventora se diferenciaba más espectacularmente de sus hermanos por su rendimiento sin esfuerzo: en ese sentido, no tenía un competidor directo obvio a su precio o cerca de él (£ 1,102, impuestos incluidos en febrero de 1968) en el mercado del Reino Unido. El interior también se mejoró, con instrumentación adicional que incluye un cuentarrevoluciones. Desde el exterior, los Ventoras se pueden identificar por sus neumáticos más anchos, una rejilla frontal de huecos en forma de armónica con dientes en lugar de las barras horizontales compactas del Victor, inserciones estriadas en los tapacubos y un techo de vinilo negro.

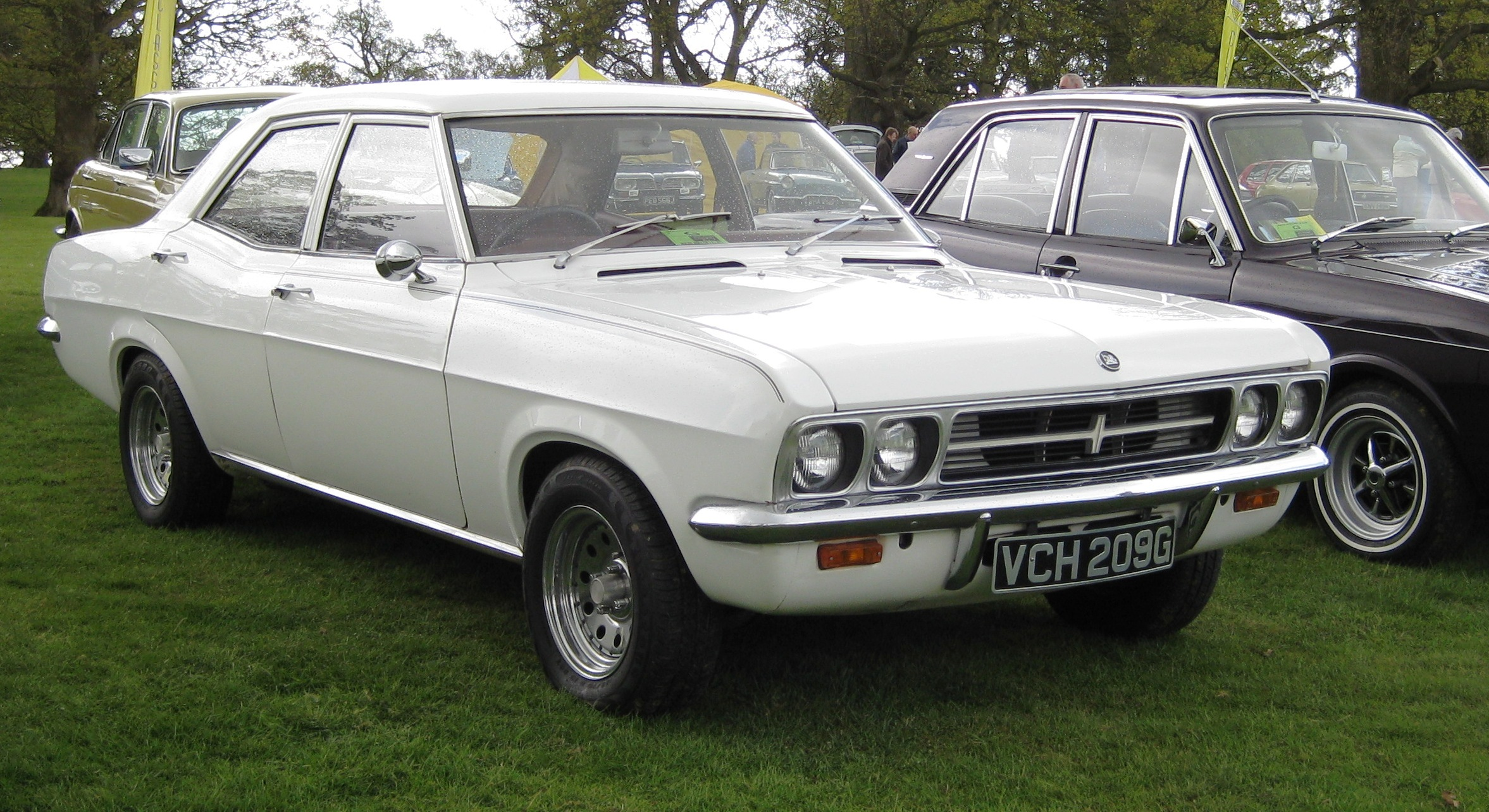
El VX 4/90 fue un derivado deportivo del Victor, inicialmente basado en el Victor FB, pero posteriormente incluido en las familias FC, FD y FE Victor.

Mayo de 1968 vio el regreso a la gama Vauxhall de una finca Victor, ahora basada en el Victor FD. El familiar, como la berlina, ofrecía una opción de motores de cuatro cilindros de 1599 cc o 1975 cc y también se ofrecía con el motor de 3294 cc que normalmente se encuentra en el Vauxhall Cresta. (El Victor estate 3294 era el único Victor de seis cilindros que se ofrecía en el mercado nacional, aunque el Ventora era efectivamente un sedán Victor de seis cilindros con otro nombre). La suspensión trasera se reforzó en los modelos familiares y todo menos la versión básica de 1599 cc venía con frenos de disco en las ruedas delanteras. Al igual que en la berlina FD, sin embargo, la transmisión estándar era una caja de cambios manual de tres velocidades controlada desde una palanca montada en una columna. Una caja de cuatro velocidades con una palanca de cambios montada en el piso estaba disponible a un costo adicional en los modelos de cuatro cilindros, aunque se incluyó en el paquete general para los compradores de la finca Victor 3294 cc. La palanca montada en el piso se colocó bien hacia adelante para permitir que se mantuviera alejada del asiento delantero tipo banco, que era estándar en las versiones de 1599 cc.
Las ventas del FD fueron inferiores a las del FC, con unas 198.000 unidades producidas durante un ciclo de producción un poco más largo que terminó en diciembre de 1971, aunque se ofrecieron a la venta coches nuevos hasta la llegada del Victor FE en marzo de 1972. Los números más bajos reflejaron los efectos de una larga huelga que sufrió Vauxhall en 1970, así como el cierre de algunos mercados de exportación: el FD fue el último Victor que se vendió en Canadá como Vauxhall o Envoy, y el último en venderse. importado (y ensamblado) oficialmente en Nueva Zelanda.
Además de los 1.6 y 2.0 I4, la serie FD también estaba disponible en Nueva Zelanda (solo sedán; los vagones eran raras importaciones) con el motor de 3294 cc del Cresta PC más grande, con el distintivo de Victor 3300, más tarde 3300SL. Estos fueron fabricados con una opción de caja de cambios manual de 4 velocidades o una automática GM Powerglide de 2 etapas y la mayoría, aparte de los primeros autos, tenían la parrilla del Ventora. La caja de cambios Holden Trimatic estaba disponible para los últimos modelos. Había disponibles asientos delanteros tipo banco (modelos 1.6 anteriores con cambio de columna manual de tres velocidades solamente) o asientos delanteros tipo cubo.
Un Ventora excepcional fue el Príncipe Negro. Este automóvil modificado de alto perfil usó componentes sobrantes después de Gordon-Keeble quebró en la década de 1960 y fue construido en 1971, basado en un Victor FD modificado. El automóvil contaba con un motor Chevrolet V8 de 5.4 litros, caja de cambios ZF de 5 velocidades y un diferencial de deslizamiento limitado. Las características especiales incluían una radio Sony de 4 bandas que se podía quitar del tablero y usar como radio portátil, diales auxiliares, luces antiniebla Lucas Square 8, franja negra mate en el capó, detector de hielo montado en el tablero y luces para mapas. El automóvil se ofreció a la venta en 1972 por aproximadamente £ 3000 y se desmanteló a fines de la década de 1980, y el propietario usó el tren de rodaje en un automóvil de kit. Sin embargo, ahora se sabe que uno de los dos coches fabricados todavía existe en condiciones razonables, pero sin el motor / transmisión original, ya que se ha puesto a la venta en los últimos años. En realidad, un Victor 1972 comprado a £ 60 y llamado Red Victor 2, ha sido fuertemente modificado con alrededor de 2,000 hp para ir de 0 a 60 mph en 1 segundo sin dejar de ser legal en la calle.
El Victor 2000 de la serie FD original más antiguo conocido es el LRU 802F. Un automóvil registrado en enero del 68 en Oyster Grey con un interior Casino Red. Conocido cariñosamente por The FD Register como 'Tom' en honor a su primer propietario.
Sobrevive un ejemplo anterior en rojo que ha sido modificado en gran medida.

## Serie FE Victor, VX4/90, Ventora, VX1800 y VX2300
El último de los Victors, lanzado en marzo de 1972, fue el FE (1972-1976). Los anuncios en revistas y periódicos utilizaban el eslogan de marketing "NUEVO VICTOR - Los transcontinentales". El automóvil parecía sustancialmente más grande que su predecesor, pero en realidad no era más ancho y solo 2 pulgadas (5 cm) más largo, y gran parte de la longitud adicional se debía a parachoques más grandes. No obstante, una cabina más alta y un embalaje mejorado permitieron al fabricante presumir de 1,5 pulgadas (38 mm) más de espacio para las piernas en la parte delantera y no menos de 4 pulgadas (100 mm) de espacio adicional para las piernas en la parte trasera, prácticamente sin pérdida de capacidad del maletero / maletero. También se lograron aumentos útiles en el espacio para la cabeza y el ancho de la cabina a nivel de los hombros mediante el uso de ventanas y paneles laterales de diferentes formas. Los Victor Deluxes originalmente tenían un asiento de banco en el frente; esto fue reemplazado por asientos de cubo para 1973 y el freno de mano se movió a su posición convencional en el piso entre ellos.
La mayoría de los automóviles del Reino Unido en esta clase presentaban transmisión manual y con el FE Vauxhall se alinearon tardíamente con su principal competidor del Reino Unido al incluir una caja de cambios de cuatro velocidades, disponible solo a un costo adicional en el viejo Victor FD, como equipo estándar. El peso extra del FE presumiblemente hizo que este desarrollo fuera irresistible. La transmisión de cuatro velocidades usó la misma caja y relaciones en toda la gama, desde el Victor de 1759 cc hasta la versión con insignia de Ventora de 3294 cc de torque: las pruebas de carretera contemporáneas de los autos de cuatro cilindros comentan negativamente sobre la amplia brecha, resaltada en la montaña carreteras incluidas en la ruta portuguesa elegida para el lanzamiento de prensa del coche, entre segunda y tercera marcha.
|                |
| Victor FE 1972 |

|                |
| Victor FE 1972 |

Aunque la arquitectura de la suspensión se mantuvo como antes, se realizaron numerosas modificaciones detalladas para contrarrestar las críticas del modelo antiguo. Los cambios incluyeron una barra estabilizadora como equipo estándar en todos los modelos excepto los de nivel de entrada, y resortes más rígidos en la parte trasera, destinados a compensar la tendencia del Victor al subviraje. En la parte delantera, la suspensión se mantuvo suave para los estándares de la época: la pista se ensanchó (1,7 pulgadas / 4 cm) y la geometría de las ruedas se modificó para incorporar "acción anti-inmersión", mejoras destinadas a abordar la tendencia del Victor a revolcarse, que para entonces estaba atrayendo críticas de comentaristas orientados al desempeño.
|                       |
| Opel VX4/90 1972 (FE) |

|                         |
| Opel Ventora Sedán (FE) |

El nuevo Victor compartió su piso con el Opel Rekord, pero conservó una carrocería distinta, su propia suspensión y dirección de piñón y cremallera en lugar de la unidad de recirculación de bolas del Rekord. La parte delantera incorporó el entonces avanzado detalle de tener el parachoques delgado dividiendo en dos la parrilla, con un tercio de la parrilla y las luces laterales (en los modelos con cuatro faros) debajo de la línea del parachoques.
Las comparaciones entre el Victor y el Opel Rekord Serie D construido por Rüsselsheim, en general similar, eran inevitables. Una diferencia importante con respecto al asiento trasero involucraba las puertas traseras. La puerta del Opel incorporó luces de los cuartos traseros y ventanas que se enrollaron completamente en la puerta, mientras que los diseñadores de Vauxhall prefirieron el "aspecto más limpio y ordenado" que surge de la eliminación de las luces de los cuartos traseros. El hecho de que los pasajeros del asiento trasero solo pudieran abrir sus ventanas hasta aproximadamente un tercio de su profundidad antes de que la presencia de los pasos de rueda bloqueara la apertura adicional se sostuvo como una característica de seguridad para complementar la instalación de cerraduras a prueba de niños , dado que los pasajeros del asiento trasero sin duda incluirían niños pequeños. A pesar de la ausencia de paneles de carrocería compartidos en cualquier lugar donde se pudieran ver, una investigación detallada reveló que los ensamblajes menores, como las cerraduras de las puertas y los mecanismos del limpiaparabrisas, se compartían con el Opel Rekord D.
El FE Victor fue el último Vauxhall diseñado independientemente de Opel. Los motores se trasladaron de la gama FD aunque se ampliaron a 1759 cc y 2279 cc. Durante un breve período, el motor de seis cilindros en línea se utilizó en los modelos Ventora y 3300 SL, este último efectivamente un Victor Estate con menos detalles que el Ventora de lujo. A pesar del pesado motor, el 3300 SL Estate no tenía originalmente dirección asistida, esto solo llegó para el año modelo 1973. Las fincas tenían una parte trasera más inclinada, similar a un hatchback, que el equivalente de Rekord. De hecho, el modelo FE de cuatro cilindros tenía una distribución de peso perfecta de 50/50. Para el año modelo 1974, el Victor se sometió a un ligero lavado de cara con algunas modificaciones interiores también.
1974 finalmente vio la introducción de un Ventora Estate adecuado, junto con cambios en funcionamiento para el resto de la gama. Para algunos mercados también había una versión más pequeña de 2.8 litros de los seis grandes disponibles en el Ventora y el Victor 3300 SL Estate; con más peso y menos potencia que el cuatro cilindros, así como un mayor consumo de combustible, el costo adicional era difícil de justificar y pronto desapareció de las listas de precios junto con el Ventora 3.3 litros. El vehículo también se produjo en la India, a partir de kits desmontables, con el nombre de Hindustan Contessa. La producción continuó durante mucho más tiempo, después de que se suspendiera el Victor, hasta la década de 2000, cuando finalmente se suspendió.
Las crisis energéticas mundiales, la caída de las exportaciones y una imagen cada vez más confusa llevaron al declive de Vauxhall a principios de la década de 1970, de modo que las ventas del FE cayeron a 55.000 unidades antes de que se transformara a la serie VX en enero de 1976.

### Serie VX

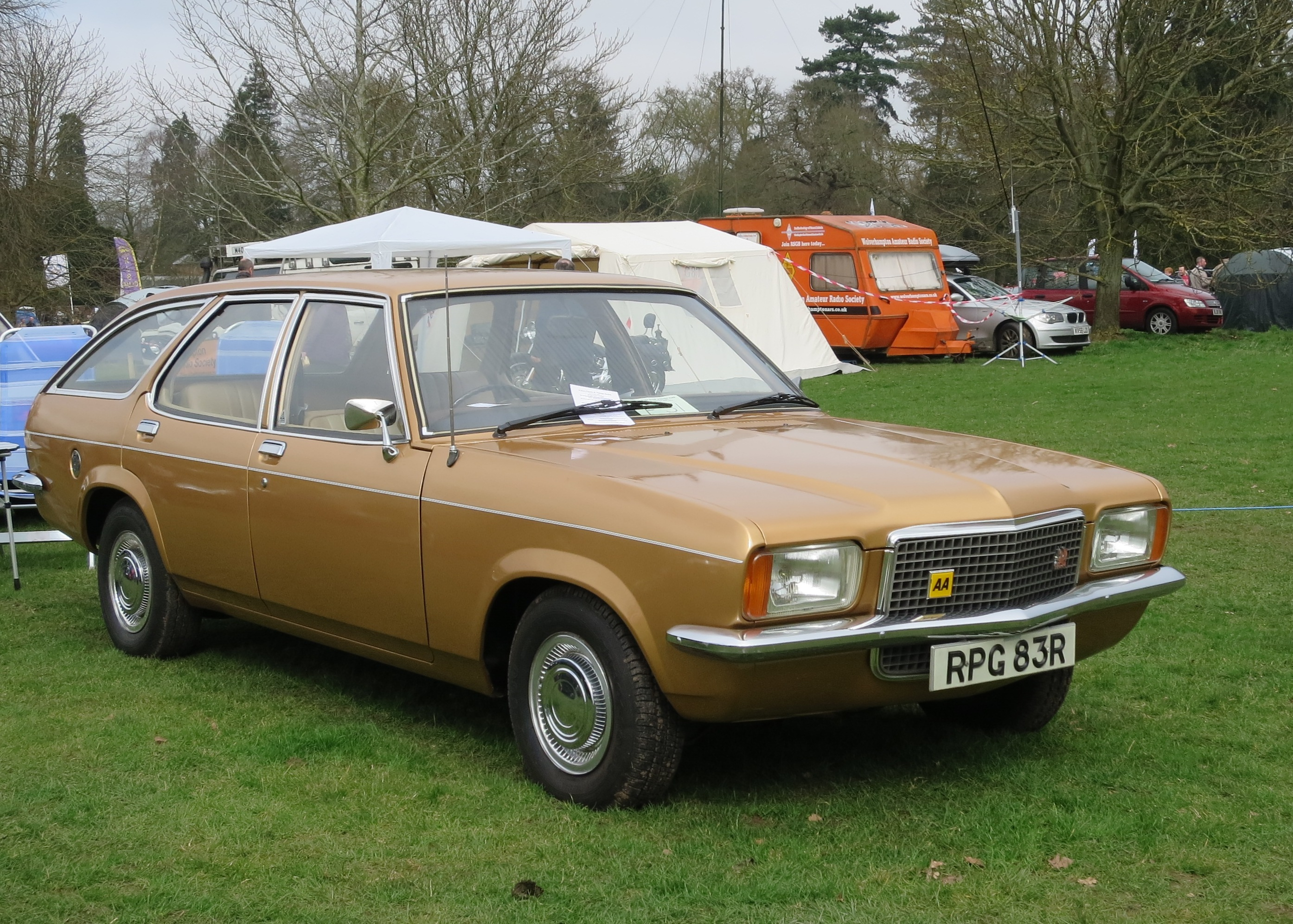
Vauxhall VX1800 Estate

A principios de 1976, el relativamente grande Vauxhall Victor de 1800 cc venía con un precio de etiqueta recomendado más bajo que el del Vauxhall Cavalier GL, más moderno pero más pequeño y relativamente bien equipado , lo que habrá animado a los administradores de flotas a negociar descuentos más altos en el Cavalier y dejó al Víctor básico con un aspecto vergonzosamente infravalorado. Para tratar de mover el Victor de lujo, Vauxhall actualizó el nivel de equipamiento del Victor básico de 1800 cc para que coincida con el de la versión de 2300 cc, con mejoras que incluían tapizados de tela en los asientos, una nueva pantalla de instrumentos clarificada adornada con un marco de madera simulada como así como una nueva consola central. y una luz de advertencia del cinturón de seguridad en toda la gama. Debajo del capó/capó se realizaron varias mejoras al motor de 1800 cc, que ahora ofrecía 88 CV (66 kW; 89 CV) de potencia en lugar de los 77 CV (57 kW; 78 CV) previamente reclamados. Los cambios conllevaron una penalización de peso, pero el rendimiento se mejoró de manera útil con la velocidad máxima de 89 mph (143 km/h) a 100 mph (161 km/h). Para llamar la atención sobre los cambios, Vauxhall también eliminó los nombres de los modelos Victor y VX 4/90 y la gama pasó a llamarse Vauxhall VX en enero de 1976. La serie VX se distingue desde el exterior por una rejilla simplificada y faros revisados.
Desde la desaparición del Vauxhall Cresta más de tres años antes, solo el Ventora había utilizado el antiguo motor Vauxhall de seis cilindros, pero ahora el VX 2300 GLS de cuatro cilindros reemplazó al FE Ventora de seis cilindros como buque insignia de Vauxhall. El VX2300 GLS estaba equipado con cuatro faros halógenos cuadrados, tapicería de terciopelo, vidrios polarizados y dirección asistida.
El VX 4/90 más deportivo se reintrodujo, ahora basado en el VX (antes Victor FE), en marzo de 1977 con una caja de cambios Getrag de relación cerrada de 5 velocidades con primera marcha de pata de perro (también incluida en el modelo VX 2300 GLS) , inicialmente solo para los mercados de exportación de Europa continental. El coche presentaba una versión modificada de doble carburador del motor de cuatro cilindros de 2279 cc existente para el que se afirmaba una potencia de 116 CV (87 kW; 118 PS), frente a 108 CV (81 kW; 109 PS) en el VX 2300, y se probó un prototipo de variante con inyección de combustible, pero no se puso en producción. El automóvil estaba equipado con faros halógenos gemelos y faros antiniebla delanteros suplementarios instalados debajo del parachoques delantero, y también se benefició de materiales adicionales de insonorización para reducir el ruido de la carretera. Los marcos de las ventanas laterales estaban ennegrecidos a la moda, y solo se pudieron especificar cuatro colores exteriores, de los cuales tres eran metálicos. El fabricante declaró que el mercado del Reino Unido recibiría versiones con volante a la derecha de esta última encarnación del VX 4/90 solo en 1978. En 1978, el Vauxhall Carlton fue lanzado como reemplazo directo del VX1800 /. 2300, cuya producción finalizó el mismo año. El Carlton se basó en el correspondiente Opel Rekord E y, a diferencia del Victor FE / VX, estaba mucho más cerca en su ingeniería y estructura de carrocería a su hermano Opel - continuando el proceso de "Opelización" de la gama Vauxhall que había comenzado. algunos años antes.

## Variantes de producto
El VX four-ninety fue anunciado como una versión orientada al rendimiento del FB Victor en octubre de 1961. Durante la serie FB, el nombre cambió ligeramente a VX 4/90, que continuó utilizándose hasta el final de la gama FE, aunque el VX final La encarnación de 1978 llevaba insignias que decían VX490. La designación VX Four Ninety proviene originalmente de su designación de ingeniería: motor Vauxhall eXperimental de cuatro cilindros de 90 in³ de capacidad. Además de las modificaciones que aumentan el rendimiento, los VX 4/90 también tenían una serie de modificaciones exteriores e interiores para distinguirlos de los Victors.
El Ventora se introdujo en la serie FD vendida entre 1968 hasta que se eliminó de la serie FE en 1976. Este usaba la carrocería Victor, pero tenía el motor Bedford derivado de 3294 cc de seis cilindros en línea de los modelos Cresta más grandes . Una vez más, el Ventora se distinguió del Victor por mejores niveles de equipamiento y una parrilla más majestuosa.

## Versiones especiales

### Big Bertha
Una versión especial del FE fue el Ventora con motor Repco Holden de 1974, apodado "Big Bertha", construido para competir en la categoría "Super Saloon" del deporte motor británico. Conducido por Gerry Marshall, este automóvil estaba equipado con un motor Repco Holden 5.0 L V8 afinado para la carrera y se parecía poco al automóvil de producción, excepto en su apariencia general. Sin embargo, el diseño no tuvo suerte y sufrió un accidente en su sexta carrera. Se consideró demasiado grande y demasiado pesado, y tenía problemas de manipulación. Finalmente, se decidió construir un automóvil nuevo y mucho más pequeño con el mismo motor y chasis (mucho más reducido) y se le dio a este automóvil la silueta del Firenza "droopsnoot" . Apodado "Baby Bertha", este coche tuvo más éxito y pasó a dominar la categoría hasta que Vauxhall pasó de las carreras a los rallies en 1977.